# (3957) Sugie
(3957) Sugie (1933 OD) – planetoida z pasa głównego asteroid okrążająca Słońce w ciągu 5,41 lat w średniej odległości 3,08 j.a. Odkryta 24 lipca 1933 roku.